# Блок, Йоханнес
Йоханнес Блок (нем. Johannes Block; 17 ноября 1894 — 26 января 1945) — немецкий военачальник, генерал пехоты вермахта, командующий армейскими и танковыми корпусами во время Второй мировой войны. Кавалер Рыцарского креста Железного креста с Дубовыми листьями, высшего ордена нацистской Германии. Погиб в бою на реке Висла в 1945 году.

## Биография

### Первая мировая война
13 августа 1914 года поступил на военную службу фанен-юнкером (кандидат в офицеры) в артиллерийский полк. С октября 1914 года — на фронте. В апреле 1915 года тяжело ранен. С мая 1916 года — лейтенант, командир пехотного взвода. С мая 1917 года — командир штурмового отряда. В июле 1917 года вновь тяжело ранен. С июня 1918 года — инструктор в турецкой армии. За время войны награждён Железными крестами обеих степеней, а также турецким и болгарским орденами.

### Между мировыми войнами
Продолжил службу в рейхсвере. 31 мая 1924 года уволен с военной службы в звании лейтенанта за участие в нацистском путче в Мюнхене (9 ноября 1923 года).
Вернулся на военную службу 1 июля 1934 года с присвоением в тот же день звания капитана.

### Вторая мировая война
К началу Второй мировой войны — командир пехотного батальона, подполковник.
В сентябре-октябре 1939 года участвовал в Польской кампании. Награждён планками к Железным крестам обеих степеней (повторное награждение). С марта 1940 года — командир пехотного полка.
В мае-июне 1940 года участвовал во Французской кампании.
С 22 июня 1941 года — участвовал в германо-советской войне. С августа 1941 — полковник. В декабре 1941 — награждён Рыцарским крестом.
С 15 мая 1942 года — командир 294-й пехотной дивизии. С сентября 1942 — генерал-майор.
С 21 января 1943 года — генерал-лейтенант. В ноябре 1943 года награждён Дубовыми листьями к Рыцарскому кресту.
В январе-марте 1944 года — в командном резерве. В первой половине апреля 1944 года временно командовал 8-м армейским корпусом, затем — в штабе группы армий «Северная Украина», временно командовал 13-м армейским корпусом. С 15 июня 1944 года — командующий 56-м танковым корпусом (в Польше). С 20 августа 1944 года — в звании генерала пехоты.
26 января 1945 года — убит на плацдарме на реке Висла.

## Награды
- Железный крест (1914) (Королевство Пруссия)
  - 2-го класса (5 июля 1916)
  - 1-го класса (22 августа 1918)
- Нагрудный знак «За ранение» (1918) чёрный (Германская империя)
- Железный полумесяц (Османская империя)
- Орден «За храбрость» 4-й степени 2-го класса (Царство Болгария)
- Орден крови
- Почётный крест ветерана войны (30 декабря 1934)
- Железный крест (1939)
  - 2-го класса (8 сентября 1939)
  - 1-го класса (10 сентября 1939)
- Медаль «За зимнюю кампанию на Востоке 1941/42» (15 января 1943)
- Рыцарский крест Железного креста с Дубовыми листьями
  - Рыцарский крест (22 декабря 1941)
  - Дубовые листья (22 ноября 1943)
- Упомянут в Вермахтберихте (6 февраля 1943)